# Kasba van Agadir Oufella

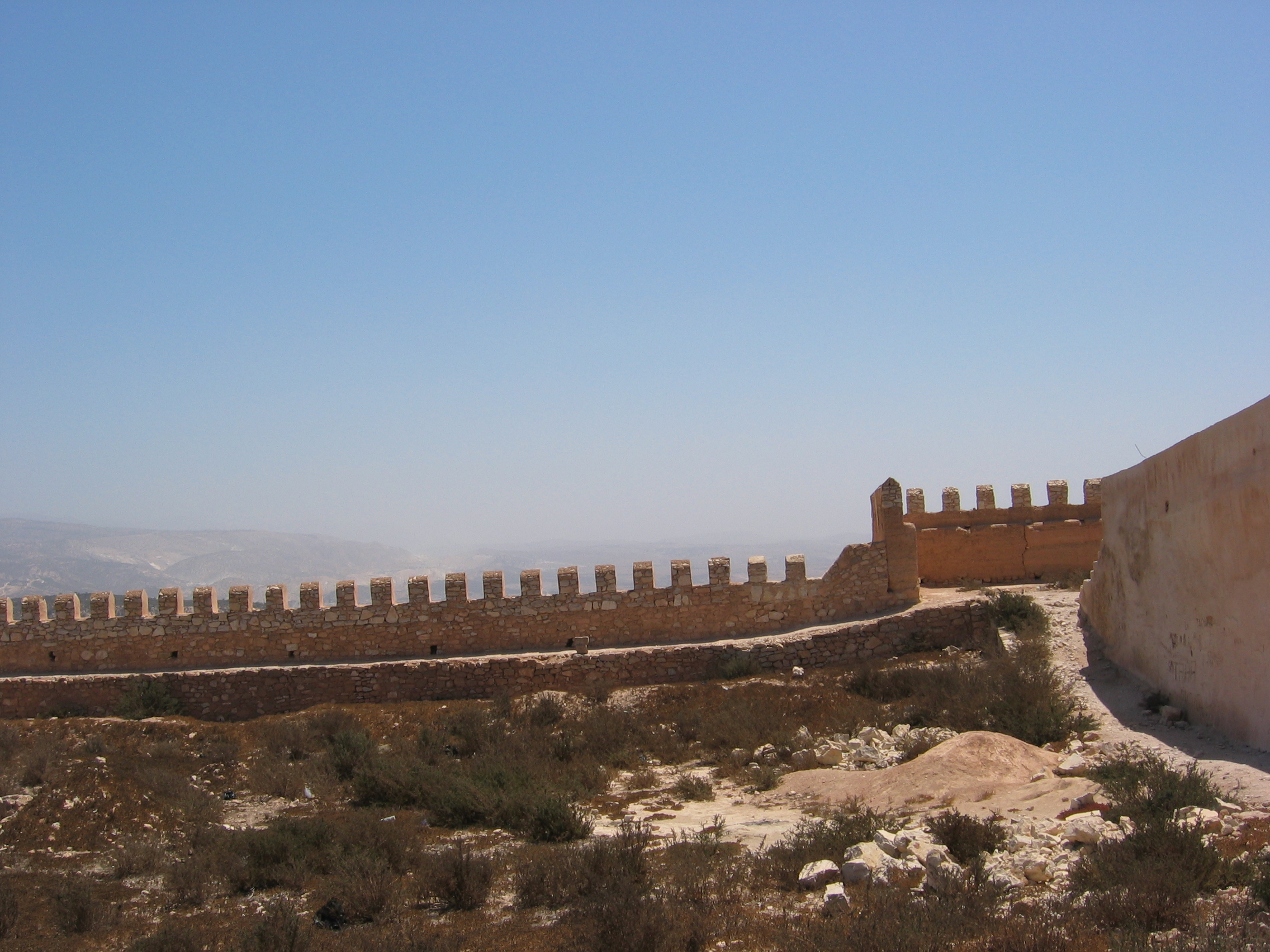
De muren

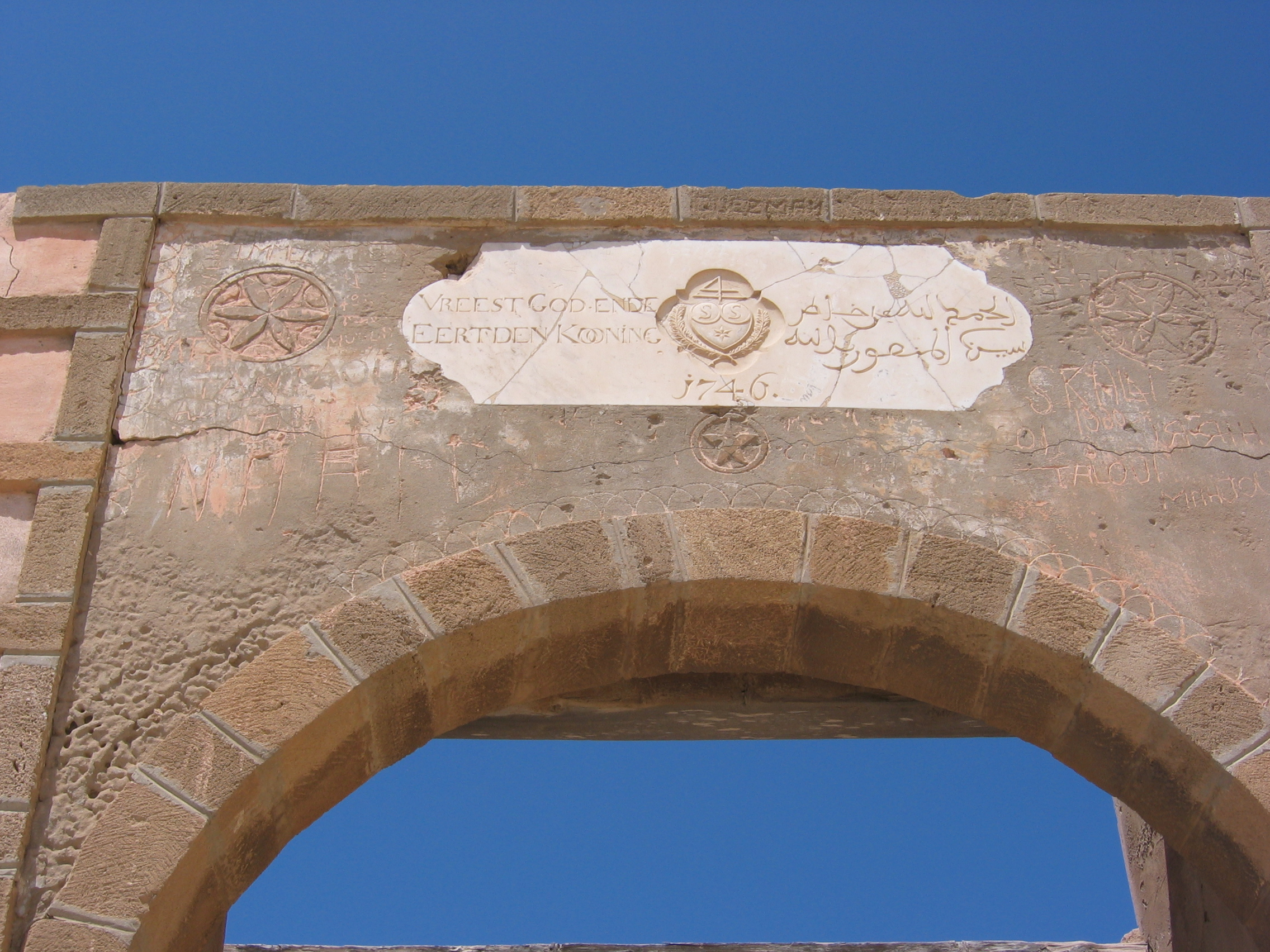
Poort met de Nederlandstalige leus

De kasba van Agadir (ook wel Agadir Oufella genoemd) is een kasba in de Marokkaanse stad Agadir.

## Geschiedenis
In 1540 werd een citadel gebouwd door Mohammed Cheikh om de stad te beschermen tegen de Portugezen. Sultan Moulay Abdallah liet in 1752 de kasba herbouwen en militair versterken. Boven de ingang van de kasba prijkt nog steeds een opschrift in wit marmer: "Vreest God ende Eert den Kooning - 1746". Dit omdat in die tijd de export en opslag van suikerriet in handen was van de Hollandse kooplui. Op 29 februari 1960 werden Agadir en de kasba vrijwel geheel verwoest door een aardbeving. De stad werd ongeveer 1,5 km ten zuiden van de oorspronkelijke locatie herbouwd. De muren van de kasba werden grotendeels gerestaureerd.

## Toerisme
De restanten van de kasba zijn gelegen op een berg (236 m) vanwaar men een fraai uitzicht heeft op de (herbouwde) stad, het achterland, de haven en de kust. De locatie is met een taxi te bereiken.